# Winstrup Olesen
Hans Christian Valdemar Winstrup Olesen (født 7. april 1907 i København, død 29. juni 2000) var en dansk violinist, saxofonist, musikunderviser og kapelmester. Han var oprindelig uddannet journalist, inden han begyndte en uddannelse på musikkonservatoriet, hvor han senere underviste i 26 år. Hans efterfølger blev Aage Voss der spillede soloklarinet i Radiounderholdningsorkestret. Fra 1932 til 1936 var Winstrup Olesen medlem af Erik Tuxens orkester og optrådte en overgang tillige i Leo Mathisens orkester. I 1959 rejste han til USA, hvor han dannede sit eget orkester i Hollywood og blev senere musikchef hos Universal Studios.

## Reference
- Kristeligt Dagblad, 30. juni 2000